# Церковь Успения Пресвятой Богородицы (Николо-Вяземское)
Церковь Успения Пресвятой Богородицы — храм села Николо-Вяземского Чернского уезда Тульской губернии.
Престолы: Успения Пресвятой Богородицы, Николая Чудотворца.

## География
На юге Тульской епархии на самой границе её с Орловской епархией, при впадении реки Розки в реку Чернь расположен приход села Николо-Вяземского с храмом во имя Успения Пресвятой Богородицы.
Он находится на расстоянии 110 км от Тулы, 17 км от Черни и 15 км от Мценска Орловской губернии.

## История
В 1836 году на средства графа Николая Ильича Толстого и прихожан построен каменный храм во имя Успения Божией Матери, но без колокольни.
В 1869 году начаты постройкою каменная колокольня и теплый придел во имя Св. Николая на средства церковного старосты, гвардии подпоручика Н. И. Волкова и прихожан, но за недостатком средств постройка была завершена только в 1884 году.
Время образования прихода неизвестно.
Из трех названий прихода Брадинское — самое древнее. По местному преданию, оно происходит от слова «брод» и усвоено селу в несколько изменённой в народном произношении форме потому, что самый древний храм в приходе находился верстах 4-х от настоящего храма, неподалеку от того места, где реку Чернь переходили и переезжали вброд. Овраг, прилегающий к этому месту реки, и доселе называется Брадинским.
С 1830-х годах к названию Брадинское, как видно из церковных документов, стало прибавляться название Никольское. Естественнее всего предположить происхождение этого названия от храма, но в указанное время в с. Брадинском не было ни храма, ни придела во имя Св. Николая. По народному преданию, название это усвоено селу по следующему событию: в реке Черни, в том месте, где переезжают её вброд, найдена икона Святителя Николая, к которой, как чудотворной, отнеслась народная вера. Эта икона и дала новое название приходу.
Название же Вяземского происходит от фамилии князей Вяземских, живших в приходе. В настоящее время общеупотребительское название села — Николо-Вяземское, название же Брадинского сохранилось только в церковных документах.
До 1824 года в приходе существовал деревянный храм во имя Успения Божией Матери, построенный неизвестно когда и кем. В указанном году этот храм сгорел, в течение 12 лет приход оставался без храма: богослужение и требы совершались причтом в храме соседнего с. Бобрик.
В приход, кроме села, состоит из деревень Плотицына, Александровки или Протасовки, Сенникова, Сидоровой и Круглой поляны. Всего населения в приходе 1039 муж. пола и 1075 жен. пола.

## Новое время
В 1917 году крестьяне сожгли дом Толстых, а 11 сентября 1932 года Мособлсовет вынес решение о закрытии храма.
Церковь Успения Пресвятой Богородицы долгое время стояла в полуразрушенном виде.
В 1992 году обрела свой первоначальный облик благодаря стараниям реставраторов кампании «Туламашзавод».
По благословению епископа Тульского и Белевского Кирилла с апреля 2002 года начались регулярные богослужения. Первая Божественная Литургия была совершена в день Благовещения Пресвятой Богородицы 7 апреля 2002 года. Богослужения совершаются в праздничные и воскресные дни.